# Thrangu Rinpoché
Geshe Lharampa, Khenchen, Rinpoché
8e Thrangu Rinpoché -
Thrangu Rinpoché (tibétain : ཁྲ་འགུ་, Wylie : khra-'gu /'tʰrangu 'rinpotʃe/) né le 27 novembre 1933 dans le Kham au Tibet et mort le 4 juin 2023 au monastère de Thrangu Tashi Yangtse est un tulkou de l'école Kagyu du bouddhisme tibétain, et 9e de sa lignée. Son nom et son titre complet sont Khenchen Thrangu Tulku, Karma Lodrö Lungrik Maway Senge. « Khenchen » indique le grand accomplissement érudit, et le terme « Rinpoché » est un titre honorifique ordinairement donné aux lamas tibétains réincarnés. En 2010, il est un des trois enseignants seniors du 17e karmapa Orgyen Trinley Dorje.

## Biographie

### Début de sa vie et exil
Thrangu Rinpoché est né le 27 novembre 1933 à Ralungda, un petit village du Kham.
Thrangu Rinpoché est intronisé au monastère de Thrangu dans le Kham (Tibet de l'Est) après son identification par le 16e karmapa et Taï Sitou Rinpoché à l'âge de 5 ans. Il est un des lamas principaux du monastère, bien que Traleg Rinpoché en soit l'abbé suprême.
A l'âge de 10 ans, il part en pèlerinage pour Lhassa et rend visite au 16e  karmapa à Tsourphou, et lui demande d'être son lama racine. Ce dernier lui demande de pratiquer tara blanche et de faire une retraite. Au printemps 1955, à l'âge de 21 ans, il prend l'ordination de moine en même temps que Chögyam Trungpa Rinpoché du 16e karmapa, lors de son retour d'un voyage en Chine.
En 1958, du fait de la répression des religieux dans la région par la république populaire de Chine, Thrangu Rinpoché quitte son monastère pour rejoindre Lhassa. Le groupe de Thrangu Rinpoché comprenait Khenpo Karthar, Traleg Rinpoché, Zuri Tulkou et d'autres moines du monastère de Thrangu. En mars 1959, lors du soulèvement tibétain de 1959, ils se sont enfuit pour l'Inde et passe plus d'un mois à la frontière bhoutanaise avant d'obtenir l'autorisation de traverser en Inde. 
À l'âge de 35 ans, Thrangu Rinpoché passe l'examen de guéshé au camp de Buxa Duar au Bengale et reçoit le degré de guéshé lharampa, le plus haut conféré dans la tradition gelugpa (ce n'est pas rare pour les moines d'autre écoles de poursuivre des études dans cette tradition). Il a par la suite reçu le degré de Khenchen de la tradition kagyu. Il a joué un rôle critique dans le rétablissement de textes bouddhistes importants qui avaient été principalement détruits par les communistes chinois. Il est nommé abbé du monastère de Rumtek, siège en exil du Karmapa, et aussi de l'Institut Nalanda des hautes études bouddhiques à Rumtek.

### Établissement d'institutions bouddhistes

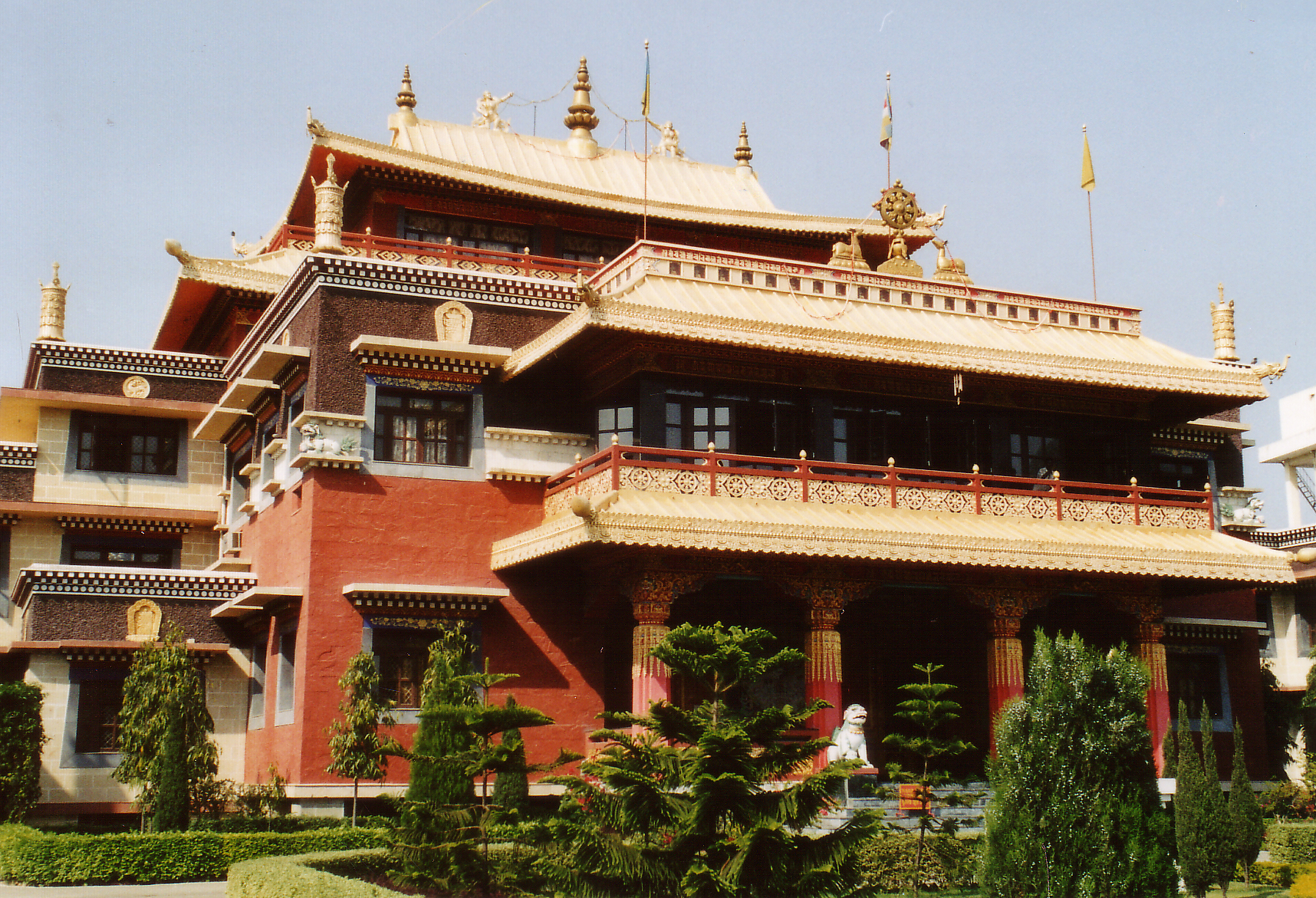
L'Institut Vajra Vidya

Comme abbé de l'Institut de Nalanda, Thrangu Rinpoché et Khenpo Tsultrim Gyamtso Rinpoché ont formé tous les plus jeunes tulkous de la lignée, y compris Dzogchen Ponlop Rinpoché, qui était dans la première classe. Il était aussi le professeur personnel des quatre tulkous régents Karma Kagyu : Shamar Rinpoché, Taï Sitou Rinpoché, Jamgon Kongtrul Rinpoché, et Gyaltsab Rinpoché. Thrangu Rinpoché a établi le programme fondamental de la lignée Karma Kagyu enseigné à Rumtek. Par ailleurs, il a enseigné avec Khenpo Karthar Rinpoché, qui a été un professeur au monastère de Thrangu Rinpoché au Tibet avant 1959, et est a pris la tête de Karma Triyana Dharmachakra à Woodstock, New York, siège du Karmapa en Amérique du Nord.
En 1976, après vingt ans à Rumtek, Thrangu Rinpoché fonde le monastère Thrangu Tashi Choling à Bodnath, Katmandou, et plus tard fonde aussi un centre de retraite et un collège à Namo Bouddha ; Tara Abbey, qui offre un pleine formation du dharma pour les religieuses tibétaines menant à un diplôme de khenpo ; une école à Bodnath pour l'éducation générale d'enfants tibétains et les jeunes moines dans les sujets occidentaux et les études de bouddhiste ; et une clinique médical gratuite dans un secteur pauvre du Népal.
Thrangu Rinpoché a fait construire un grand monastère à Sarnath, en Inde, avec une vue sur le Parc des gazelles où le Bouddha a donné son premier enseignement sur les Quatre nobles vérités. Le monastère est nommé Institut Vajra Vidya en l'honneur du 16e Karmapa. C'est maintenant là que se tient une conférence Kagyu annuelle majeure.

### Activités dans le monde

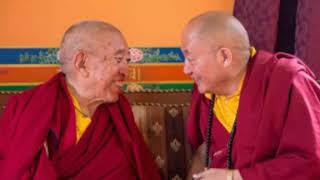
Thrangu Rinpoché et Gyaltsab Rinpoché

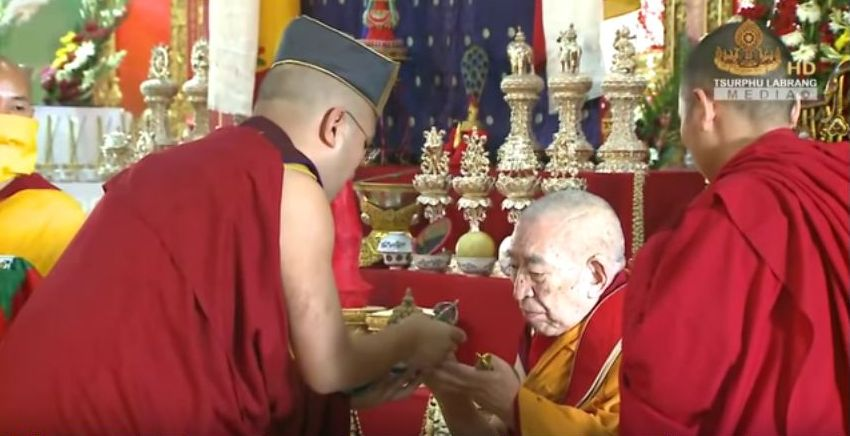
Cérémonie de longue vie pour Thrangu Rinpoché par le 17e Karmapa en mai 2016

En 1976, Thrangu Rinpoché a commencé à enseigner le bouddhisme en Occident et en Asie. Aux États-Unis et au Canada, il fonde des centres à Crestone, dans le Maine et en Californie, à Vancouver et Edmonton, et il a encore 15 centres dans 10 autres pays. Il est l'abbé de Gampo Abbey, un monastère karma-kagyu sur l'île du Cap-Breton en Nouvelle-Écosse fondé par Chögyam Trungpa Rinpoché, reflétant ses liens étroits avec la communauté bouddhiste Shambhala.
Lorsque Orgyen Trinley Dorje est reconnu comme 17e karmapa et intronisé au Tibet, Thrangu Rinpoché assiste à la cérémonie le 27 septembre 1992.
Rinpoché a résidé au Népal. Fin janvier 2000, après la fuite du 17e karmapa en Inde, Thrangu Rinpoché est choisi comme son professeur principal par Taï Sitou Rinpoché et Gyaltsab Rinpoché et d'autres lama karma-kagyu, un choix entériné par le 14e dalaï-lama.
En 2010, le 17e karmapa conduit une cérémonie de longue vie à Bodhgaya pour lui et ses deux autres enseignants seniors.

### Maladie et mort
Le 6 mai 2023, Thrangu Rinpoché est admis à l'hôpital Nepal Mediciti pour une pneumonie. Il est transféré à l'unité de soins intensifs avec seulement ses 2 moines accompagnateurs pour l'aider. De nombreux lama viennent lui rendre visite. Tai Situ Rinpoché est venu d'Inde pour sa première visite au Népal en 30 ans. Yongey Mingyour Rinpotché se détourne d'un pèlerinage vers son lieu d'origine dans les montagnes himalayennes. Zuri Rinpoché est venu du Bhoutan. Lodro Nyima Rinpoché est venu du Tibet. Zurmang Gharwang Rinpoche (en) est venu du Sikkim en Inde. Chokyi Nyima Rinpoché, Tsoknyi Rinpoche et d'autres lamas ainsi que des représentants de monastères sont venus présenter leurs respects et leurs prières. Sa santé ne s'étant pas améliorée, il est retourné à son siège monastique, le monastère de Thrangu Tashi Yangtse à Namo Buddha où il est mort le 4 juin. La nouvelle de sa mort n'a été annoncée que 4 jours plus tard, selon les conseils du 17e karmapa pour que Thrangu Rinpoché soit dans un environnement paisible,.
Le 17e karmapa compose une prière pour le prompt retour de Thrangu Rinpoché. Gyalton Rinpoché et Tsewang Drapa, secrétaire général de Palpung Sherab Ling, dirige des rituels au nom de Tai Situ Rinpoché.